# Benoist XIV
Das Flugboot Benoist XIV bildete die Basis der ersten regelmäßigen Fluglinie in den USA von Tampa nach Saint Petersburg in Florida. Neben der deutschen DELAG war sie die früheste Fluggesellschaft der Welt.

## Geschichte
Der amerikanische Flugpionier Thomas Wesley Benoist hatte 1911 eine Flugschule in Kinloch Field bei St. Louis in Missouri gegründet. Hier begann er seine eigenen Flugzeugtypen zu entwickeln. Seine ersten Flugzeuge waren Doppeldecker, wie zum Beispiel die Benoist XII. Die Flugzeuge wurden in der Fabrik von Benoist in St. Louis montiert. Zu seiner Flugschule stieß Tony Jannus, der sein Chefpilot wurde.
Am 1. März 1912 gelang dem Captain der US Army Albert Berry der erste Fallschirmabsprung der Welt aus einem Flugzeug. Dieses Flugzeug, ein Benoist-Doppeldecker, wurde von Tony Jannus gesteuert. Für den neuartigen Fallschirm erhielten Benoist und Jannus das US-Patent #1,053,182.
Im Herbst 1912 begann Benoist mit dem Bau eines ersten Flugboots, der Benoist XIII, wobei er die Tragflächen und Leitwerk eines Benoist XII-Landflugzeugs als Basis verwendete. Der Roberts-Motor war hinter dem Cockpit im Rumpf eingebaut und trieb über eine Kette den Propeller an. Der Erstflug der Benoist XIII fand im Sommer 1913 statt. Dieses Flugzeug erreichte große Berühmtheit als Jannus vom 6. November bis 15. Dezember 1913 einen Wasserflugzeug-Rundflug von Omaha nach New Orleans über rund 3.000 km machte. Capt. W. I. Chambers vom US-Navy-Hauptquartier wurde beauftragt, die Möglichkeiten von Flugzeugkatapulten damit zu testen. Diese Katapultstarts wurden mehrfach durchgeführt und die Anlage später in North Carolina installiert.
Der Benoist XIII folgte die sehr ähnliche Benoist XIV, ein zweisitziger Doppeldecker mit einem 75-PS-6-Zylinder-Roberts-Reihenmotor. Pilot und Passagier saßen nebeneinander. Die Treibstofftanks saßen auf beiden Motorseiten. Das erste Flugzeug überführte Benoist im August 1913 zum Creve Couer Lake im Westen von St. Louis für Flugtests. Bis Ende 1913 lieferte das Unternehmen zwei Benoist XIV an die St. Petersburg-Tampa Airboat Line.

### St. Petersburg-Tampa Airboat Line
Benoist plante Ende 1913 eine regelmäßige Fluglinie von St. Petersburg nach Tampa in Florida. Zusammen mit dem Industriellen Percival Elliot Fansler brachte Benoist den ersten Fluglinienvertrag der USA am 17. Dezember 1913 zustande. Die Strecke zwischen Tampa und St. Petersburg betrug 35 km. Fansler wurde der Generaldirektor der Fluggesellschaft, die den Namen St. Petersburg-Tampa Airboat Line erhielt.
Ein Flug dauerte 22 Minuten und kostete 5 US-Dollar. Ein Passagier durfte nicht mehr als 90 kg wiegen. Es gab 6 Flüge pro Tag an sechs Wochentagen.
Am 1. Januar 1914 startete Benoist seine Fluglinie. Erster Passagier für den Piloten Tony Jannus war der frühere Bürgermeister von St. Petersburg Abram C. Pheil. Neben den Linienflügen konnte man auch Rundflüge buchen.
Die Fluglinie existierte allerdings nicht lange, da die Maschine bei einer Landung beschädigt wurde. Sie wurde zwar schnell repariert, aber den Bewohnern im Umkreis galt sie jetzt als unsicher. Schließlich verließ Jannus die Firma Benoist und das Flugzeug wurde verkauft. Es machte jetzt Rundflüge am Conneaut Lake in Pennsylvania. Bei einem Flug mit einem zu schweren Passagier wurde die Maschine allerdings einige Monate später zerstört.
Benoist baute noch ein größeres Flugboot das Benoist Model C mit zwei 100-PS-Roberts-Motoren für fünf Passagiere, das aber nur Erprobungsflüge durchführte.
Tony Jannus starb am 12. Oktober 1916 bei einem Testflug mit einem Curtiss-H-Flugboot für die russische Armee. Die Maschine stürzte ins Schwarze Meer. Sein Leichnam wurde nie gefunden. Thomas Wesley Benoist starb bei einem Straßenbahnunfall 1917.

### Museumsflugzeug
Ein Nachbau der Benoist XIV No. 43 wurde 1984 zum 70. Jahrestag der Fluglinie gebaut; dieser führte einige Demonstrationsflüge durch. Heute steht er im Benoist-Pavillon im St. Petersburg Historical and Flight One Museum.

## Technische Daten

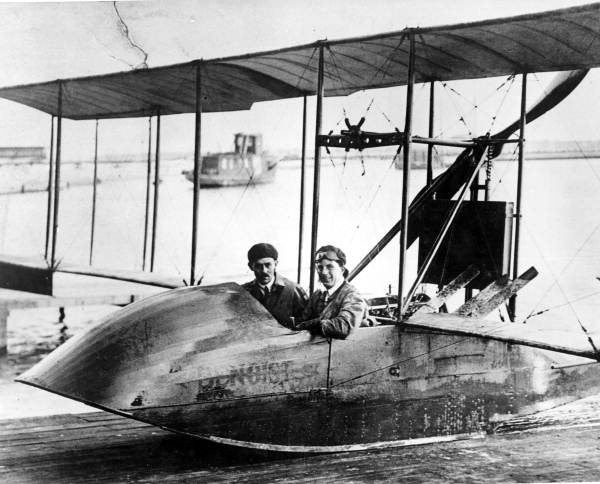
Pilot Tony Jannus mit Passagier im Cockpit

| Kenngröße             | Daten der Benoist XIV                                |
| --------------------- | ---------------------------------------------------- |
| Besatzung             | 1 Pilot und 1 Passagier                              |
| Länge                 | 7,92 m                                               |
| Spannweite            | 13,72 m                                              |
| Tragflügelfläche      | 38,65 m²                                             |
| Höhe                  | k. A.                                                |
| Antrieb               | ein 6-Zylinder-Reihenmotor Roberts mit 75 PS (55 kW) |
| Höchstgeschwindigkeit | 103 km/h                                             |
| Leermasse             | 540 kg                                               |